# Giorgos Dimitriadis
Giorgos J. Dimitriadis (griechisch Γιώργος Δημητριάδης, * 1949 in Skopje, Jugoslawien) ist ein griechischer Molekularbiologe und Biochemiker.
Dimitriadis studierte ab 1972 an der Universität Patras mit Bachelor-Abschlüssen in Chemie und Biologie und der Promotion in Biochemie. 1976/77 war er am Institut Pasteur in Paris.
Er forschte ab 1984 an der Universität Patras, wo er Professor für Molekularbiologie und Biotechnologie war.
Seine Veröffentlichung in Nature von 1978 gilt als erste Veröffentlichung über die Einführung von m-RNA über Liposomen in Zellen (Lymphozyten von Mäusen). Die Methode wurde in den 1980er Jahren von anderen weiter ausgebaut (Philip Felgner, Robert W. Malone) und war später ein grundlegendes Prinzip von RNA-Impfstoffen. Damals war er in Mill Hill in England am National Institute of Medical Research.
Später befasste er sich unter anderem mit Forschung zu bakteriellen Fischkrankheiten und Immunantworten auf diese.